# Besleria nitens
Besleria nitens är en tvåhjärtbladig växtart som beskrevs av Karl Fritsch. Besleria nitens ingår i släktet Besleria och familjen Gesneriaceae. Inga underarter finns listade i Catalogue of Life.